# IC 5339
IC 5339 — галактика типу E-S0 (еліптична спіральна галактика) у сузір'ї Тукан.
Цей об'єкт міститься в оригінальній редакції індексного каталогу.